# Schönbuchrand unter den Rohrauer Köpfen
Schönbuchrand unter den Rohrauer Köpfen ist ein Landschaftsschutzgebiet (Schutzgebietsnummer 1.15.056) im Landkreis Böblingen. 

## Lage und Beschreibung
Das Schutzgebiet entstand durch Verordnung des Landratsamts Böblingen vom 10. Oktober 1974. Mit dem Inkrafttreten dieser Verordnung trat die Verordnung des Landratsamtes Böblingen über den Schutz von Landschaftsteilen im Kreisgebiet vom 30. Dezember 1959 außer Kraft. Es handelt sich um nach Nordwesten exponierte Keuperhänge des Waldgebietes Schönbuch. Das Gebiet gehört zum Naturraum 104-Schönbuch und Glemswald innerhalb der naturräumlichen Haupteinheit 10-Schwäbisches Keuper-Lias-Land.

## Schutzzweck
Wesentlicher Schutzzweck ist die Erhaltung und Sicherung des ursprünglichen Charakters der bewaldeten Hänge des Schönbuchrandes als vielgestaltige Kulturlandschaft und der Schutz vor weiterer Zersiedelung.